# Нестерпні закони

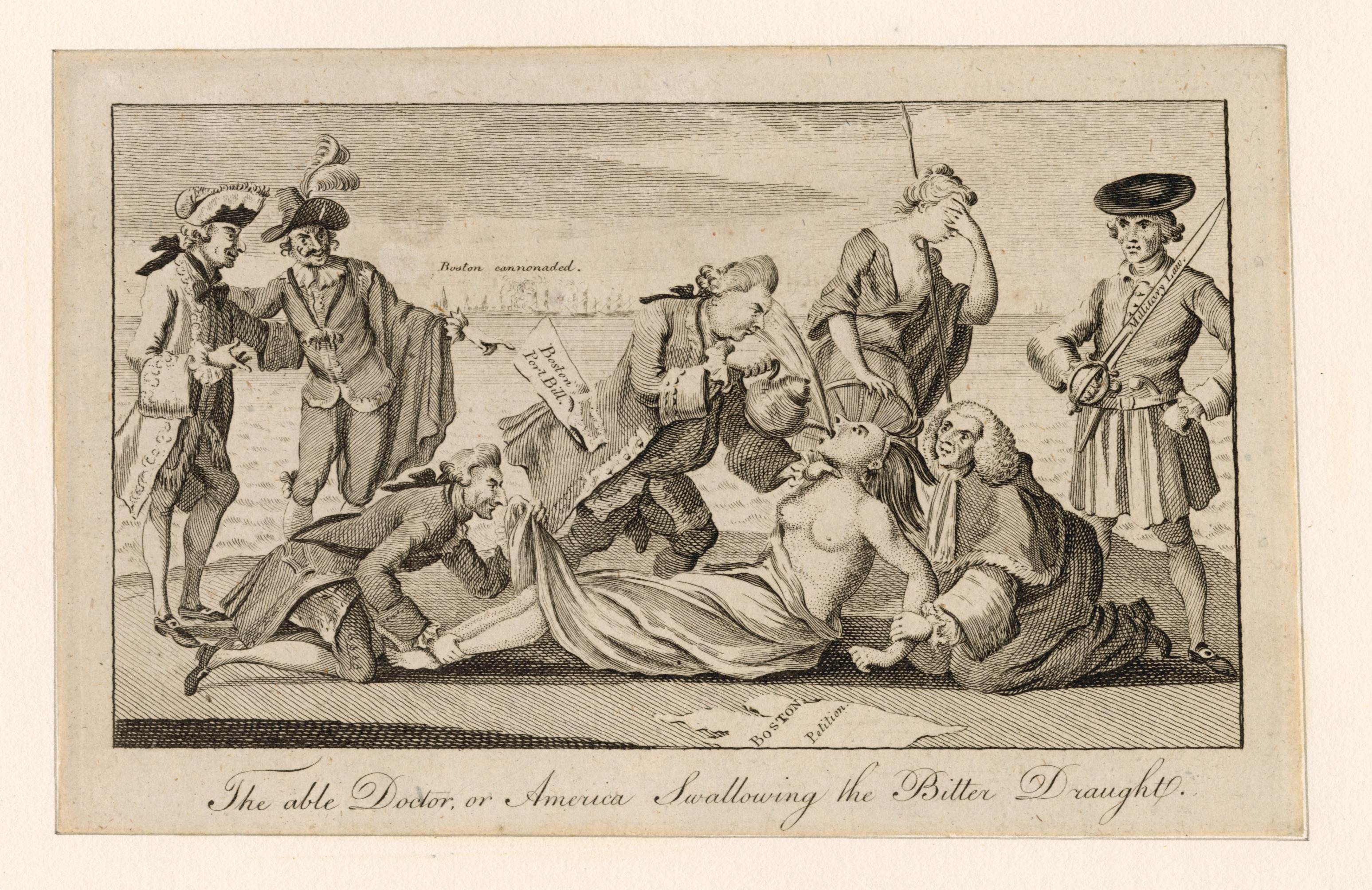
Патріот, який примусово поїть чаєм індіанськіу жінку (символ американських колоній), був розтиражований і розповсюджений у Тринадцяти колоніях.

Нестерпні закони (англ. Intolerable Acts) які іноді називають Нестерпними актами або Примусовими актами, являли собою серію з п’яти каральних законів, прийнятих британським парламентом у 1774 році після Бостонського чаювання. Ці закони мали на меті покарати колоністів Массачусетсу за їхню непокору під час протесту бостонського чаювання проти акту про чай, податкового заходу, прийнятого парламентом у травні 1773 року. У Великій Британії ці закони називалися примусовими актами. Вони стали ключовою подією, що призвела до початку Війна за незалежність США у квітні 1775 року.
Чотири акти були прийняті парламентом на початку 1774 року як пряма відповідь на Бостонське чаювання 16 грудня 1773 року: Бостонський порт, уряд штату Массачусетс, неупереджене відправлення правосуддя та акти про четвертування. Закони позбавили Массачусетс самоврядування та прав, якими користувався з моменту свого заснування, що викликало обурення та обурення в Тринадцяти колоніях.